# AT 3
AT 3 (англ. Assault Tank, русск. Штурмовой танк) — британский штурмовой танк, разработанный в 1943 году. Третий проект серии танков «Assault Tank».

## История создания
В 1943 году Британия задумалась над преодолением преград противника. Ранее предложенный американцами проект штурмового танка T14 показался англичанам слабым. Их собственный проект Excelsior тоже не подходил на роль штурмового танка. И к середине февраля 1943 года D.A.F.V (Директор по Боевым Бронированным Машинам) приступил к разработке обновления спецификации для текущей и будущей конструкции ББМ. В ранних версиях этой спецификации кратко упоминаются танки A33 и A38, как экспериментальные машины, так и не предназначенные для производства в настоящее время. К концу февраля спецификация в отношении новых проектов включала рассмотрение разработки ещё одной штурмовой машины, характеристики которой были следующими: "Лобовая броня минимум 150 миллиметров (6 дюймов); 60 % (т.е. примерно 90 мм) и 40 % (т.е. примерно 60 мм) этой базы составляли борт и корму, соответственно, и минимум 25 мм на крышу и днище. Было указано, что «Этот тип транспортного средства потребуется в роли, где преобладают препятствия и минные поля» и что «особое внимание следует уделять защите компонентов силовой установки, и на днище машины».
Ещё одним значительным дополнением к спецификации была цель разработки 3,7-дюймовой (94-мм) пушки примерно такого же внешнего диаметра, как у 3-дюймовой 17-pounder, в качестве альтернативы последней с преимуществом более эффективным осколочно-фугасным снарядом.
Потом дальнейшее разъяснение роли штурмовых танков содержится в Совместном меморандуме Государственного Секретаря по вопросам войны и министра снабжения от 23 апреля 1943 года:

Развитие оборонительного средства от минных полей и противотанковых заграждений, помимо противотанкового орудия, будет иметь тенденцию ограничивать использование любой формы штурмовых танков, предусмотренных до сих пор, за исключением некоторых особых обстоятельств. Противотанковое оружие по всей вероятности, продолжит опережать танковую броню… Дополнительная броня не преодолеет сложности минного поля и противотанкового препятствия… Военное министерство, тем не менее, принимает эту точку зрения что часть тяжелобронированной техники может потребоваться на этапе штурма будущих сражений, и в качестве первых шагов к выполнению этого требования в программу разработки включены добавление брони к Черчиллю и производство прототипов Valiant и A33.
Ограниченное количество танков составит на необходимую часть штурмовых войск устанавливать огнемёты, отгоняющих пехоту, использующих свои собственные противодымное оборудование с фашинами для перекрытия траншей и, возможно, буксировкой пехоты на бронированных автомобилях… Танки с более толстой бронёй, используемые таким образом, очевидно, имеют большую живучесть, но полная живучесть невозможна.

В целях развития техники для штурма Генеральный штаб также поручил 79-й бронетанковой дивизии изучить эту проблему совместно с Инженерно-Штурмовой школой в Олдершоте и подготовить штурмовые группы в составе R.A.C и инженерно-технический персонал с конкретной целью совершенствования такого оружия и устройств, которые доступны в настоящее время, и продолжения исследований и разработок улучшенных методов.
Более тяжелобронированная машина, которая предназначена для штурмовой роли, будет тактически развиваться в этом строю.

### Nuffield AT 3
Основными проектировщиками техники штурмового класса была назначена компания Nuffield Mechanizations Limited, которая активно представляла свои проекты с 13 мая 1943 года по 22 февраля 1944 года под обозначением AT (Assault Tank), которых было всего 18. Впервые Танковой Комиссии 13 мая было представлено сразу 3 проекта на одном базовом шасси данной машины. Третий проект — AT 3.

## Описание конструкции

### Броневой корпус
Компоновка корпуса у танка отличалась от прошлых проектов AT объединением отделения управления и боевого отделения. Лобовое бронирование 203 мм, бронирование бортов и кормы 102 мм.

### Вооружение
Танк вооружался двумя пулемётами BESA калибра 7,92-мм.

### Ходовая часть
Танк, как и прошлые машины, имел по 6 опорных катков и 3 поддерживающих роликов на каждую сторону.

## В массовой культуре

### Стендовый моделизм
В настоящее время AT 3 производится фирмой «OKB Grigorov» в масштабе 1:72.